# Guzerá
Guzerat
La Guzerá ou guzerat est une race bovine d'origine brésilienne. 

## Origine
La guzerá provient de zébus de race kankrej importés d'Inde à partir de 1870. Elle tire son nom de l'état indien du Gujarat, modifié par la prononciation portugaise au moment de son importation.
Cette race a été utilisée pour créer la race américaine brahmane, bien développée, aussi la population guzerat reste-t-elle faible. En Amérique centrale et en zone tropicale d'Amérique du Sud, elle est élevée par les petits producteurs en toutes petites unités, utilisée pour sa force de traction, sa fourniture de lait localement et accessoirement de viande lors de la réforme ou de la vente du veau.

## Morphologie

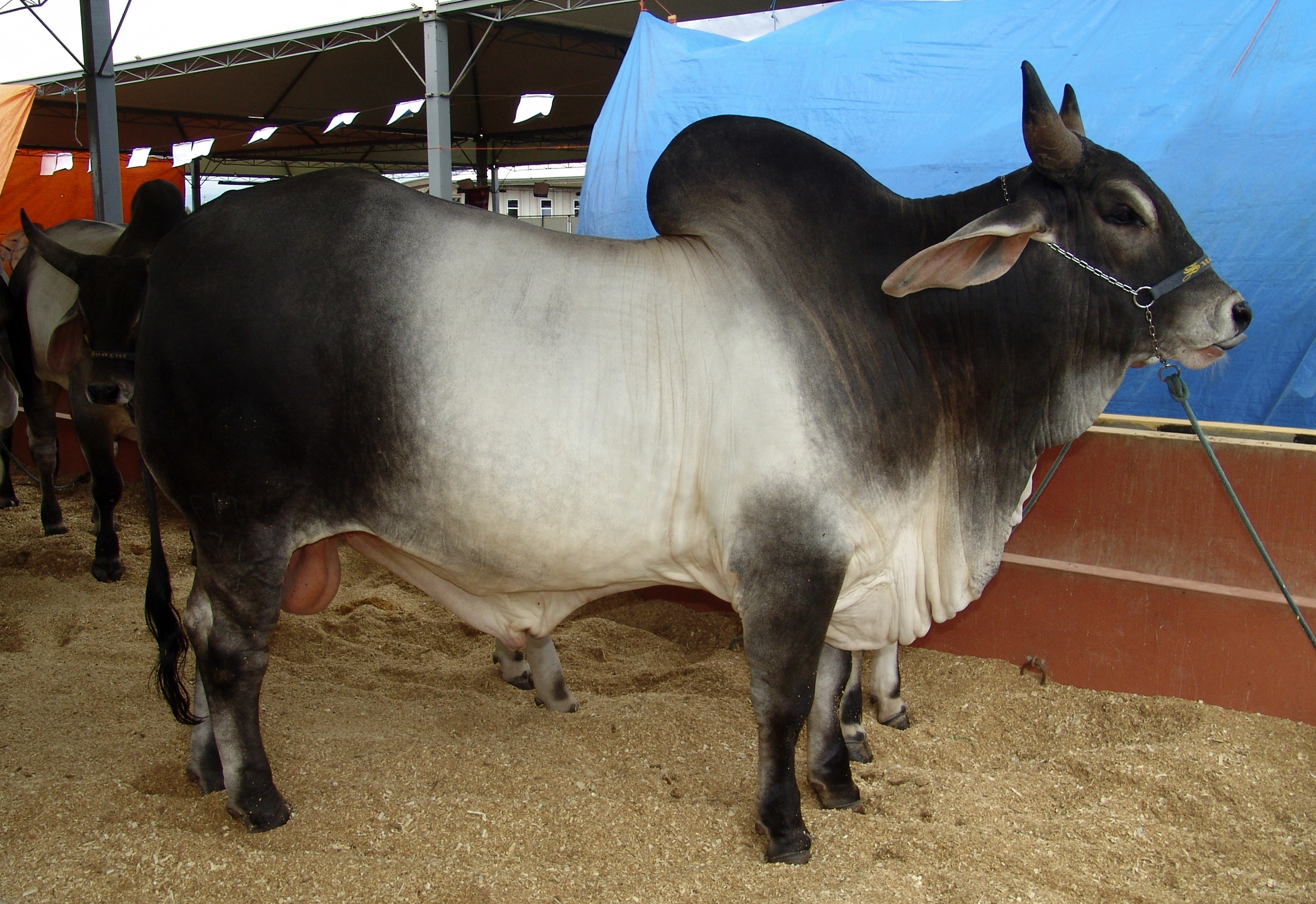
Taureau guzera

C'est une race de grande taille avec une apparence de force, liée à sa musculature et à son port de tête haut lui donnant une certaine majesté. Les cornes épaisses, longues et en croissant sont portées vers le haut. Le cou est relativement court et puissant. Le corps est allongé et la poitrine profonde. Les membres sont assez longs et le squelette est solide. La couleur est blanche à gris perle chez les vaches avec parfois une zone charbonnée limitée au niveau de la tête et des cuisses. Les veaux naissent avec un poids moyen de ̼28 kg pour 186 kg au sevrage à 210 jours. Les mâles adultes atteignent généralement 726 kg et les vaches 434 kg, mais quelques individus peuvent dépasser les 1 000 kg.
Chez le taureau, la robe est gris perle avec de grandes zones charbonnées au niveau de la tête, du garrot et de la partie externe des pattes. Le tour des yeux et le mufle sont noirs, auréolé de clair chez les animaux charbonnés. Les longues oreilles ovales sont pendantes.

## Aptitudes
Les animaux présentent une bonne aptitude à l'élevage boucher. Une partie du cheptel est également traite, la production laitière pouvant atteindre 5 000 kg,. Le développement de son élevage a été contrarié par la présence de longs trayons sur le pis des vaches : en élevage extensif, les très jeunes veaux ont du mal à se nourrir seuls et les trayons peuvent se blesser en zone broussailleuse. Pourtant sa grande tolérance à la sécheresse et aux maladies parasitaires tropicales en fait un animal rustique. 
Elle présente de grandes qualités en métissage avec des races bovines d'origine européenne, donnant des individus possédant la rusticité de la guzerá et la productivité des races européennes. Ainsi, à Cuba, elle a vu sa production laitière dopée par le métissage avec la holstein, donnant la guzolando.

## Sources